# Dreams Road
Dreams Road è un programma televisivo italiano on the road di genere documentario turistico, realizzato e condotto da Emerson Gattafoni e Valeria Cagnoni e in onda su Rai 1 dal 2003.

## Il programma
Il programma, prodotto dalla Gekofilm Entertainment e ideato dai conduttori, è una visione del mondo dal punto di vista delle moto, sulle quali viaggiano i reporter alla ricerca di mete sorprendenti per la varietà delle culture e delle tendenze, attraverso suoni, immagini ed eventi.

### Sigla
La musica della sigla del programma è il brano Surfing with the Alien di Joe Satriani.
Dall’edizione 2020 la nuova sigla è il brano originale ‘Dream Theme’ scritto ed eseguito da Alex Gariazzo e Fabio Treves.

## Puntate

### Edizione 2002
- One Way-USA, parte 1
- One Way-USA, parte 2
- One Way-USA, parte 3

### Edizione 2003
- Atlantic Coast, parte 1
- Atlantic Coast, parte 2
- Atlantic Coast, parte 3
- KangarooRoad, parte 1
- KangarooRoad, parte 2
- KangarooRoad, parte 3
- SilveRoad, parte 1
- SilveRoad, parte 2
- Tourist Trophy, parte 1
- Tourist Trophy, parte 2
- EASTERN ROAD: In motocicletta sul tetto del Mondo

### Edizione 2004
- Olympic Road
- Western Dreaming (13/04/2011)
- Western Australia (14/04/2011)
- Europa road report, parte 1
- Europa road report, parte 2
- Spagna-Canarie (25/04/2011)
- Baja California (29/04/2011)

### Edizione 2007
- India-Kerala (14/08/2010)
- Wild West (21/08/2010)
- Western Canada (28/08/2010)
- Missouri, Illinois, Kentucky e Tennessee (06/10/2007)
- Isole Baleari. Da Minorca a Maiorca (13/10/2007)
- Isole Baleari. Ibiza e Formentera (20/10/2007)

### Edizione 2008
- South West Stati Uniti, parte 1 (10/05/2011)
- South West Stati Uniti, parte 2 (17/05/2011)
- Marocco
- Olanda-Paesi Bassi (30/05/2011)
- Germania-Romantic Strasse (04/06/2011)

### Edizione 2009
- America Latina: Argentina-Cile, parte 1 (05/06/2010)
- America Latina: Argentina-Cile, parte 2 (12/06/2010)
- America Latina: Argentina-Cile, parte 3 (19/06/2010)
- America Latina: Argentina-Cile, parte 4 (26/06/2010)
- Spagna Verde, parte 1 (03/07/2010)
- Spagna Verde, parte 2 (10/07/2010)
- Spagna Verde, parte 3 (17/07/2010)
- U.S.A., parte 1 (24/07/2010)
- U.S.A., parte 2 (31/07/2010)
- U.S.A., parte 3 (07/08/2010)

### Edizione 2010
- Australia, parte 1 (04/09/2010)
- Australia, parte 2 (18/09/2010)
- Australia, parte 3 (25/09/2010)
- Australia, parte 4 (02/10/2010)
- Marocco, parte 1 (09/10/2010)
- Marocco, parte 2 (16/10/2010)
- Spagna, parte 1 (23/10/2010)
- Spagna, parte 2 (31/10/2010)
- Speciale Natale. Lapponia (25/12/2010)

### Edizione 2011
- Thailandia, parte 1 (24/9/2011)
- Thailandia, parte 2 (01/10/2011)
- Emirati Arabi Uniti-Oman, parte 1 (08/10/2011)
- Emirati Arabi Uniti-Oman, parte 2 (15/10/2011)
- Emirati Arabi Uniti-Oman, parte 3 (22/10/2011)
- Libano (29/10/2011)
- Croazia, parte 1 (05/11/2011)
- Croazia, parte 2 (12/11/2011)
- Austria (19/11/2011)
- Sardegna (26/11/2011)
- Speciale Natale. New York City (24/12/2011)

### Edizione 2012
- Malesia, parte 1 (29/9/2012)
- Malesia, parte 2 (06/10/2012)
- Messico, parte 1 (13/10/2012)
- Messico, parte 2 (20/10/2012)
- Europa, parte 1 (27/10/2012)
- Europa, parte 2 (03/11/2012)
- Europa, parte 3 (10/11/2012)
- U.S.A., parte 1 (17/11/2012)
- U.S.A., parte 2 (01/12/2012)
- U.S.A., parte 3 (08/12/2012)
- RODWAY FOR TIBET: Tibet-India (22/12/2012)
- (Replica) Lapponia (29/12/2012)
- (Replica) New York City (05/01/2013)

### Edizione 2013
- Western Australia (19/10/2013)
- Sud Africa, parte 1 (26/10/2013)
- Sud Africa, parte 2 (02/11/2013)
- Regno Unito, parte 1 (09/11/2013)
- Regno Unito, parte 2 (16/11/2013)
- Usa, parte 1 (23/11/2013)
- Usa, parte 2 (30/11/2013)
- Usa, parte 3 (07/12/2013)
- Spagna (21/12/2013)
- Portogallo, parte 1 (28/12/2013)
- Portogallo - Isola di Madeira e Porto Santo, parte 2 (04/01/2014)

### Edizione 2014
- Costarica (07/12/2014)
- Uruguay (14/12/2014)
- Cile, parte 1 (21/12/2014)
- Cile, parte 2 (28/12/2014)
- Tunisia (04/01/2015)
- USA South East: Alabama, Louisiana, Mississippi (11/01/2015)
- USA South East: Tennessee, Nord Carolina (18/01/2015)
- USA South East: Sud Carolina, Georgia, Florida (25/01/2015)
- Nord Europa: Scozia (01/02/2015)
- Nord Europa: Danimarca (08/02/2015)
- Nord Europa: Svezia (22/02/2015)

### Edizione 2015
- Nuova Zelanda, parte 1 (18/10/2015)
- Nuova Zelanda, parte 2 (01/11/2015)
- Australia, parte 1 (08/11/2015)
- Australia, parte 2 (15/11/2015)
- Israele (22/11/2015)
- USA Route 66, parte 1 (29/11/2015)
- USA Route 66, parte 2 (06/12/2015)
- USA Route 66, parte 3 (03/01/2016)
- Arizona, Utah, Colorado (10/01/2016)
- Svizzera (17/01/2016)
- Francia - La Loira (24/01/2016)
- Italia (31/01/2016)

### Edizione 2016
- Sud America: Cile e Patagonia, parte 1 (16/10/2016)
- Sud America: Cile e Patagonia, parte 2 (23/10/2016)
- Europa: Isole Canarie, parte 1 (27/11/2016)
- Europa: Isole Canarie, parte 2 (04/12/2016)
- Southwest, parte 1 (11/12/2016)
- Southwest, parte 2 (08/01/2017)
- Malta (15/01/2017)
- New England, parte 1 (29/01/2017)
- New England, parte 2 (05/02/2017)
- New England, parte 3 (19/02/2017)
- Irlanda, parte 1 (26/02/2017)
- Irlanda, parte 2 (05/03/2017)

### Edizione 2017
- America Latina: Colombia, parte 1 (16/09/2017)
- America Latina: Colombia, parte 2 (23/09/2017)
- Australia, parte 1 (30/09/2017)
- Australia, parte 2 (07/10/2017)
- Tunisia (14/10/2017)
- Canada, parte 1 (21/10/2017)
- Canada, parte 2 (28/10/2017)
- Canada, parte 3 (04/11/2017)
- Emirati Arabi Uniti (11/11/2017)
- Europa, parte 1 (18/11/2017)
- Europa, parte 2 (25/11/2017)
- Europa, parte 3 (02/12/2017)

### Edizione 2018-2019: Dreams Road Story
Si tratta di un ciclo di puntate rieditate tratte dalle precedenti edizioni.
- Nuova Zelanda (16/06/2018)
- Sud Africa (23/06/2018)
- Australia (30/06/2018)
- Cile (07/07/2018)
- Messico (14/07/2018)
- Danimarca (21/07/2018)
- Marocco (28/07/2018)
- Malesia (04/08/2018)
- Tunisia (11/08/2018)
- Svezia (25/08/2018)
- Australia (01/09/2018)
- Oman - Emirati Arabi Uniti (08/09/2018)
- Argentina - Cile (22/09/2018)
- Croazia - Montenegro (29/09/2018)
- Canada (06/10/2018)
- Israele - Libano (13/10/2018)
- Costa Rica - Uruguay (20/10/2018)
- USA South (27/10/2018)
- Spagna - Portogallo (03/11/2018)
- Speciale Natale: Lapponia e New York (15/12/2018)
- Road Way for Africa - Road Way for Tibet (29/12/2018)
- Cile: Patagonia (06/04/2019)
- Arizona, Utah, Colorado (13/04/2019)
- Europa: Svizzera e Francia (20/04/2019)
- USA: Route 66 (27/04/2019)
- USA: New England (04/05/2019)
- Colombia (11/05/2019)
- Australia: Queensland (18/05/2019)
- USA (25/05/2019)
- Europa: Francia, Belgio, Olanda, Germania (08/06/2019)
- Europa: Regno Unito (15/06/2019)
- Europa: Germania e Francia (22/06/2019)
- USA (29/06/2019)
- Europa: Austria e Slovenia (06/07/2019)
- Argentina (13/07/2019)
- Thailandia (27/7/2019)
- Canada (03/08/2019)
- Canarie (10/08/2019)
- Irlanda (17/08/2019)
- Vietnam (31/08/2019)
- Sardegna (07/09/2019)

### Edizione 2018
- Thailandia, parte 1 (05/01/2019)
- Thailandia, parte 2 (12/01/2019)
- Argentina, parte 1 (19/01/2019)
- Argentina, parte 2 (26/01/2019)
- Vietnam, parte 1 (02/02/2019)
- Vietnam, parte 2 (16/02/2019)
- Canada orientale, parte 1 (23/02/2019)
- Canada orientale, parte 2 (02/03/2019)
- Canada orientale, parte 3 (09/03/2019)
- Spagna e Portogallo, parte 1 (16/03/2019)
- Spagna e Portogallo, parte 2 (23/03/2019)
- Spagna e Portogallo, parte 3 (30/03/2019)

### Edizione 2019
- India: Rajasthan (14/09/2019)
- Australia: Northern Territory, parte 1 (21/09/2019)
- Australia: Western Australia, parte 2 (28/09/2019)
- Australia: Western Australia, parte 3 (05/10/2019)
- Marocco, parte 1 (12/10/2019)
- Marocco, parte 2 (19/10/2019)
- Europa, parte 1: Baviera, Sassonia e Svizzera (01/02/2020)
- Europa, parte 2: Polonia (08/02/2020)
- Europa, parte 3: Lituania, Estonia e Lettonia (15/02/2020)
- USA, parte 1 (22/02/2020)
- USA, parte 2 (29/02/2020)
- USA, parte 3 (07/03/2020)

### Edizione 2020
- Guatemala: Antigua (28/12/2020)
- Italia: Lombardia e Friuli Venezia Giulia (01/01/2021)
- Europa, parte 1: Spagna (02/04/2021)
- Europa, parte 2: Spagna (03/04/2021)
- Panama (20/06/2021)
- Francia, parte 1 (27/06/2021)
- Francia, parte 2 (04/07/2021)
- Francia, parte 3 (11/07/2021)
- Speciale. Milano-Cortina, parte 1 (31/12/2021)
- Speciale. Milano-Cortina, parte 2 (31/12/2021)

## Premi e riconoscimenti
Dreams Road ha vinto il premio di Comunicazione della categoria mezzi audiovisivi con un reportage dedicato alla Catalogna e alla Costa Brava andato in onda su Rai 1 nel 2010 per "aver contribuito alla diffusione dei valori e delle attrazioni del territorio di Girona tra gli appassionati delle escursioni e dei viaggi".
Nel 2012 ha vinto il premio del Moige "Movimento Italiano Genitori" e Premio Ania per la sicurezza stradale a Dreams Road.
Nel 2014 L'ADUTEI, l'Associazione degli enti del turismo esteri in Italia, ha consegnato il 21 ottobre 2014 a Roma, a Palazzo Santa Chiara, i riconoscimenti alla stampa italiana per i reportage e i servizi giornalistici di viaggio realizzati nel 2013. A vincere 1º e 2º Premio come miglior programma TV 2013 DREAMS ROAD, il format in onda su Rai 1, per le puntate dedicate alla Spagna e al Sud Africa. A Valeria Cagnoni ed Emerson Gattafoni, gli autori del programma da 14 anni in onda sulle reti RAI, sono stati consegnati i riconoscimenti dall'Ente del turismo spagnolo e da Tourism Sudafrica.